# Fehérmellű gyöngytyúk
A fehérmellű gyöngytyúk (Agelastes meleagrides) a madarak osztályának tyúkalakúak (Galliformes) rendjébe és a gyöngytyúkfélék (Numididae) családjába tartozó faj.

## Rendszerezése
A fajt Charles Lucien Jules Laurent Bonaparte francia ornitológus írta le 1850-ben.

## Előfordulása
Sierra Leone, Libéria, Elefántcsontpart és Ghána területén honos. Természetes élőhelyei a szubtrópusi és trópusi száraz erdők és síkvidéki esőerdők, valamint másodlagos erdők. Állandó, nem vonuló faj.

## Megjelenése
Testhossza 45 centiméter. A tojó kisebb, mint a hím. Kis méretű, csupasz feje vörös színű. Nyakának felső fele szintén tollatlan és vörös. Az alsó nyakrész, valamint begye és hátának felső harmada fehér, a tollazat többi része fekete.

## Természetvédelmi helyzete
Az elterjedési területe elég nagy, egyedszáma 39 000-93 000 példány közötti és csökken. A Természetvédelmi Világszövetség Vörös listáján sebezhető fajként szerepel.